# Cordelia A. Greene
Pour les articles homonymes, voir Greene.
Cordelia A. Greene (5 juillet 1831 - 28 janvier 1905) est une médecin, bienfaitrice et suffragette américaine du XIXe siècle, originaire du nord de l'État de New York,. Elle est la fondatrice et la directrice du Castile Sanitarium à Castile, New York. Greene publie, Build Well, en 1885 ; sa révision de cet ouvrage, The Art of Keeping Well, est publiée à titre posthume en 1906. Une biographie, The Story of the Life and Work of Cordelia A. Greene, M.D., est publiée en 1925. La Cordelia A. Greene Library de Castile est nommée en son honneur.

## Enfance et éducation
Cordelia Agnes Cordelia Greene naît à Lyons, New York, le 5 juillet 1831. Ses parents sont le docteur Jabez Cordelia Greene et sa femme Phila. Tous ses ancêtres paternels et maternels sont nés en Nouvelle-Angleterre et sont des quakers depuis des générations. Sa mère, originaire d'Uxbridge, Massachusetts, est une descendante directe de la famille Southwick dont Lawrence et Cassandra Southwick sont les premiers membres. Cassandra Southwick fut persécutée pour sa foi en 1658. Le père de Cordelia est le fils de David Cordelia Greene, de Rhode Island. Cordelia a trois frères plus jeunes, David, George et Frank.
Jusqu'à l'âge de douze ans, Cordelia vit dans une ferme près de Lyons, New York.
La famille fréquente la "maison de réunion" méthodiste la plus proche de la ferme, le mariage de M. et Cordelia Greene "hors réunion" leur ayant fait perdre leur bonne réputation auprès des quakers. Lorsque Cordelia a environ 12 ans, la famille déménage au village et fréquente l'église presbytérienne, à laquelle les parents se sont unis. Elle a coutume de dire qu'elle croyait être un tiers quaker, un tiers méthodiste et un tiers presbytérienne.
Le docteur Jabez Cordelia Greene est administrateur de l'école publique de Lyons, et c'est en grande partie grâce à son action qu'elle devient une école graduée. Cordelia réussit bien dans toutes ses classes, et aime particulièrement l'histoire.
À l'âge de 16 ans, Cordelia reçoit un certificat d'enseignant du comté. La famille déménage à Pike, dans l'État de New York, et la jeune enseignante, pendant un été, enseigne dans une école de campagne. Elle est logée sur place et était payée 3 $US par semaine.
En 1849, les Cordelia Greene se rendent à Castile, dans l'État de New York. Le docteur Jabez Cordelia Greene, rompu aux méthodes de vie de l'hydrothérapie, achète une auberge à Castile, du général John D. Landon, et crée un institut médical connu sous le nom de "The Water Cure",.

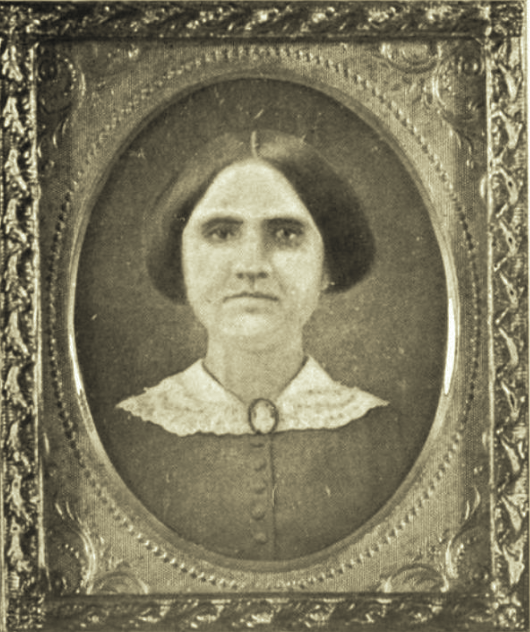
Étudiant en médecine.

Pendant quelques mois, Cordelia a des problèmes pulmonaires, qui affectent tellement sa voix, qu'elle n'a jamais retrouvé sa force. Sous les soins de son père, elle s'améliore régulièrement et, après avoir recouvré la santé, entre au Woman's Medical College of Pennsylvania, à Philadelphie. Son père connaît des revers commerciaux et, grâce à ses propres efforts pour soigner les malades, Cordelia gagne l'argent nécessaire pour payer ses frais universitaires. Après deux ans d'études dans ce collège, grâce à l'influence du docteur Henry Foster du sanatorium de Clifton Springs, elle obtient l'opportunité d'être assistante dans un grand sanatorium à Cleveland, Ohio, et de poursuivre en même temps ses études à l'Université Case Western Reserve. Elle passe ses vacances au sanatorium de Clifton Springs. En 1855, elle est diplômée avec honneur de l'Université Case Western Reserve, et reçoit le titre de M.D. Sa thèse, A Thesis on Prolapsus Uteri : And Other Malpositions of the Abdominal & Pelvic Viscera, est publiée en 1856. La promotion compte quatre femmes et cinquante hommes. L'amitié de Cordelia avec deux d'entre eux, le Dr Marie Zakrzewska, de Boston, et le Dr Elizabeth Griselle, de Salem, Ohio, durera toute sa vie.

## Carrière

### Médecin
Après un court séjour au sanatorium de son père à Castille, le Dr Cordelia Greene fait partie pendant six ans de la faculté du Sanatorium de Clifton Springs. Elle partage les opinions religieuses du Dr Foster et croit qu'une forte atmosphère spirituelle est un puissant agent curatif. Ses prières et ses remarques lors des services de chapelle du sanatorium étaient inhabituelles. Au cours de l'été 1858, la mère du Dr Cordelia Greene tombe malade et est transportée au Sanitarium de Clifton Springs, où elle meurt après des mois de soins prodigués par sa fille.

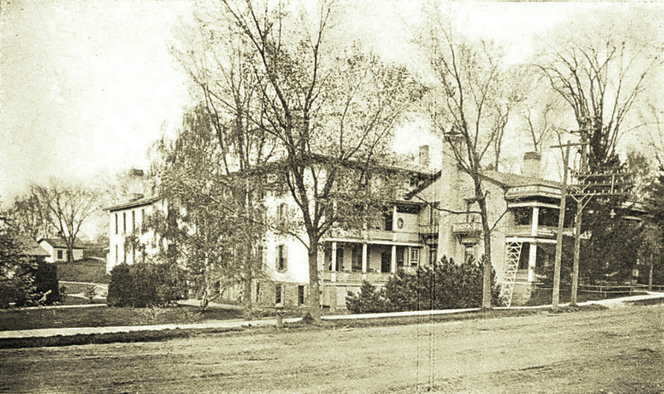
Sanitarium de Castille

A la mort de son père en octobre 1864, Cordelia Greene se rendit à Castile avec ses frères et leurs épouses. En discutant des projets d'avenir, l'un des frères a suggéré qu'elle achète la maison, "The Water Cure", et y poursuive son travail professionnel. Après avoir racheté les parts de ses frères, elle ouvre le 28 mars 1865 le Sanatorium de Castile et agrandit le bâtiment à deux reprises et y ajoute un gymnase. Le terrain contenait des arbres, des arbustes, des fleurs et un ruisseau. Lors du 32e anniversaire du Sanitarium, en 1897, Frances Willard, Anna Adams Gordon, Elizabeth Putnam Gordon et d'autres personnes contribuent à rendre l'événement commémoratif.
Cordelia Greene publie, Build Well : The Basis of Individual, Home, and National Elevation ; Plain Truths Relating to the Obligations of Marriage and Parentage, en 1885. Elle trouve peu de temps pour préparer le livre sur la vie hygiénique, pour lequel il y a de nombreuses demandes. Les voyages d'hiver effectués par Cordelia Greene les dernières années de sa vie, accompagnée d'Elizabeth Gordon, furent ses seules occasions d'écrire. Pendant son séjour en Alabama, elle a la satisfaction d'achever la révision de Build Well qu'elle a longtemps désirée. Cordelia Greene passa le début du printemps 1904 dans son cottage privé, Brookside, en compagnie de sa nièce, le Dr Mary T. Cordelia Greene. Sauf en consultation, elle ne voit aucun patient, mais prépare le manuscrit de son livre. The Art of Keeping Well : Or, Common Sense Hygiene for Adults and Children est publié à titre posthume en 1906.
Cordelia Greene était membre en règle de l'American Medical Association, de l'Association médicale de l'État de New York et de sa branche du comté de Wyoming, et de la Woman's Medical League of Western New York.

### Réformatrice sociale
En vertu d'un acte de la législature de l'État de New York adopté en 1873, le State Board of Charities est habilité à nommer trois personnes compétentes ou plus dans tout comté de l'État pour agir en tant que visiteurs de l'hospice des pauvres et d'autres institutions de bienfaisance soumises à la visite du Board. Cinq ans plus tard, Cordelia Greene est nommée visiteuse pour le comté de Wyoming par le State Board of Charities, et elle remplit ses fonctions à ce titre pendant plusieurs années, jusqu'à ce que d'autres responsabilités l'obligent à démissionner.
Greene donna des conférences sur la tempérance au Sanitarium, dans le village et dans les environs. Elle insère dans le journal local une publicité payante écrite d'un point de vue médical, montrant le mal qui arrive même au buveur modéré. Pendant son séjour dans une autre ville, Greene a envoyé une déclaration scientifique sur la tempérance à un journal local. Quelques semaines avant sa mort, Greene assiste à la convention annuelle de la National Woman's Christian Temperance Union (W.C.T.U.), qui se tient à Philadelphie. Il était gratifiant pour la présidente et la vice-présidente, Lillian M. N. Stevens et Anna Adams Gordon, d'avoir Greene avec elles sur la plate-forme et de la présenter comme l'une de leurs invitées de marque avant que Greene ne prononce son discours, mettant l'accent sur l'abstinence totale et les médicaments non alcoolisés. Les derniers discours de Cordelia Greene ont été prononcés devant le soldat à Fort Myer et Fort Washington. The Perils of Moderate Drinking, sa dernière brochure, est largement diffusée, et ses articles scientifiques sur le sujet des maladies alcooliques ont été publiés dans des journaux de premier plan, notamment le New York Medical Record.
Elle fut pendant près d'un an la présidente du Political Equality Club, organisé dans les salons du Sanitarium, dont elle devint plus tard la présidente d'honneur, également présidente d'honneur de la Wyoming County Suffrage Association. Susan B. Anthony, qui rencontra Greene pour la première fois au Sanitarium de Clifton Springs, est une amie sympathique. Au printemps 1897, un trio distingué se réunit dans un cottage près du Sanitarium, Susan B. Anthony, Frances E. Willard et Cordelia A. Greene, pour discuter du suffrage des femmes à partir de multiples points de vue.

### Bienfaitrice

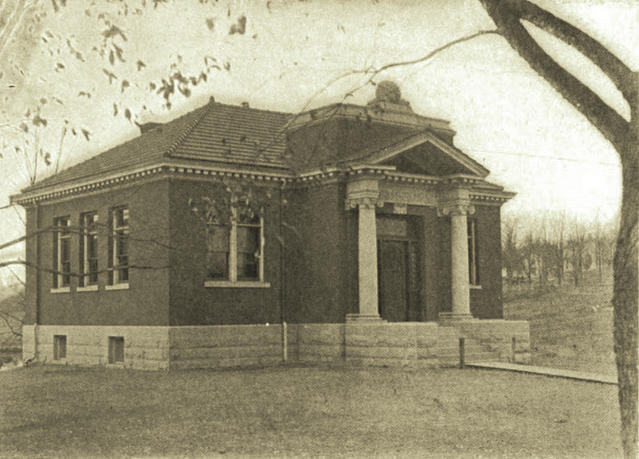
Bibliothèque Cordelia A. Greene

Après que Greene ait fait un don de 500 $ à la ville de Castille pour des livres, la Cordelia A. Greene Library a officiellement ouvert ses portes le 9 mars 1897,,. Elle était hébergée temporairement dans la mairie, pour l'utilisation permanente de laquelle elle a payé 1 000 $.
Le 11 août 1902, la pierre angulaire de la Cordelia A. Greene Library est posée, et le 24 décembre 1902, le nouveau bâtiment est officiellement inauguré. Une fois le bâtiment à l'épreuve du feu terminé, un transfert des livres a lieu. Le terrain sur lequel se trouve le bâtiment de la bibliothèque est un don de Greene. Elle a dépensé des centaines de dollars pour embellir le terrain. La dotation de 15 000 dollars de Greene a permis de payer les dépenses courantes et d'acheter de nouveaux livres.

## Vie personnelle

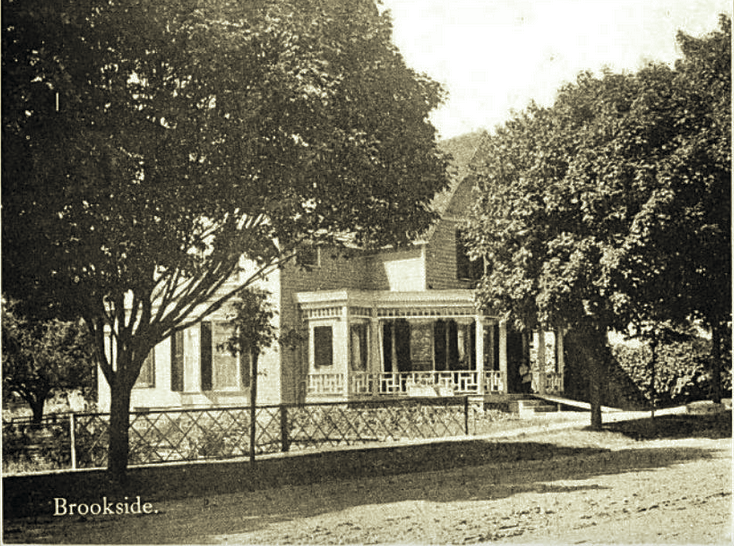
Brookside, la maison de Greene.

Cordelia Greene ne s'est jamais mariée. Elle a adopté six enfants, dont quatre lui ont survécu.
En 1891, en compagnie de sa fille Marguerite, elle part de New York pour San Francisco, en traversant l'isthme de Panama. En septembre 1892, avec M. et Frank Cordelia Greene et Elizabeth B. Cordelia Greene, le Dr Cordelia Greene entreprend son deuxième voyage sur la côte Pacifique, visitant le parc national de Yellowstone. En 1896, accompagnée de sa nièce, le Dr Mary T. Cordelia Greene, elle fait un voyage mémorable dans les îles hawaïennes.
Une partie de l'hiver 1901, Cordelia Greene passe à Lyons, sa ville natale, dans la maison de son ancienne camarade de classe, Marie Rogers Bostwick. A deux reprises, Cordelia Greene passe une partie de ses vacances d'hiver dans le Sud avec ses amis, M. et Edward N. Pierce de Plainville, Connecticut, dont la résidence d'hiver, The Oaks, à Mount Meigs, Alabama, est une plantation typique du Sud.
En 1904, au cours de son dernier été chargé, elle travaille autant d'heures par jour que d'habitude et réalise certains de ses meilleurs travaux médicaux. À la demande de la Loyal Temperance Legion Flower Mission, Greene et son cheval de compagnie Mink visitèrent tous les jardins de légumes et de fleurs que les jeunes avaient plantés, et lors du Harvest Home Festival, Greene distribua des prix. En novembre de la même année, elle quitta la maison pour un séjour de trois mois à Philadelphie, Washington, D.C. et New York. Dans cette dernière ville, elle vivait depuis quelques semaines avec Elizabeth Gordon au Miller's Hotel, se consacrant à un travail littéraire. Greene est tombée malade le 24 janvier 1905 et est transportée à l'hôpital presbytérien. Cordelia A. Greene meurt à l'hôpital le 28 janvier 1905, quelques heures après une opération chirurgicale,,.
La biographie de Greene, The Story of the Life and Work of Cordelia A. Greene, M.D., est publiée à titre posthume en 1925, par Elizabeth Putnam Gordon.

## Œuvres choisies
- Build Well : The Basis of Individual, Home, and National Elevation ; Plain Truths Relating to the Obligations of Marriage and Parentage, 1885
- The Castile Sanitarium Cook Book, 1911